# Ганді (фільм)
«Ґа́нді» (англ. Gandhi) — британсько-індійський біографічний фільм 1982 року, знятий Річардом Аттенборо. Фільм розповідає про життя Магатми Ґанді — лідера та ідеолога руху ненасильного опору проти британського колоніального володарювання в Індії в першій половині XX століття.
У 1983 році «Ґанді» був висунутий на здобуття премії «Оскар» в 11 номінаціях, в результаті отримав 8 із них, включаючи нагороду «Найкращий фільм» 1982 року. Також картина стала володарем п'яти премій Британської академії кіно та телебачення і п'яти премій «Золотий глобус». На 18 вересня 2018 року фільм займав 225-ту позицію у списку 250 найкращих фільмів за версією IMDb.
Український переклад зробила студія Цікава ідея на замовлення Гуртом.

## Сюжет
Фільм починається з передмови його авторів, в якій вони пояснюють свій підхід до проблеми зображення складного життєвого шляху Магатми Ґанді
Фільм починається з вбивства Ґанді і його похорону 30 січня 1948 року.
У 1893 році Ґанді висаджують з потягу за його приналежність до кафірів, попри те, що він їде в першому класі, за який заплатив. Ґанді усвідомлює, що закони несправедливі у відношенні до індійців і вирішує розпочати кампанію протесту без зброї за права всіх індійців. Після численних арештів уряд все ж таки йде на поступки.

## В ролях
- Бен Кінгслі — Магатма Ґанді
- Рогіні Гаттанґді — Кастурба Ґанді
- Кендіс Берген — Маргарет Бурк-Вайт
- Розан Сет — Джавахарлал Неру
- Ом Пурі — Нахарі
- Сеїд Джеффрі — Сардар Валлаббхаї Пател

## Нагороди та номінації

### Нагороди
- Премія «Оскар»
  - 1983 — Найкращий фільм

### Номінації
- Премія «Оскар»
  - Найкращий грим (Том Сміт)
  - Найкраща музика (Раві Шанкар, Джордж Фентон)
  - Найкращий звук (Джеррі Гамфріс, Робін О'Донаг'ю, Джонатан Бейтс, Саймон Кей)

## Цікаві факти
- На роль Ґанді пробувалися Алек Гіннесс та Ентоні Гопкінс.